# Cova (Vieira do Minho)
Cova ist ein Ort und eine ehemalige Gemeinde (Freguesia) im Norden Portugals.
Cova gehört zum Kreis Vieira do Minho im Distrikt Braga. Die Gemeinde hatte eine Fläche von 4,4 km² und 303 Einwohner (Stand 30. Juni 2011). 
Am 29. September 2013 wurden die Gemeinden Cova und Ventosa zur neuen Gemeinde União das Freguesias de Ventosa e Cova zusammengeschlossen.